# Dansk Presseforbund
Dansk Presseforbund (tidligere Dansk Presse Medarbejder Forbund) er en organisation for professionelle journalister og fotografer. Den er stiftet i 1927.